# Batalha de Jarama
Batalha de Jarama (06-27 fevereiro de 1937) foi uma tentativa por parte dos nacionalistas de desalojar as tropas republicanas  ao longo do rio Jarama, a leste de Madrid, durante a Guerra Civil Espanhola. A elite de Legionários espanhóis e marroquinos Regulares do Exército da África forçado o recuo do Exército Republicano do Centro, incluindo as Brigadas Internacionais, mas depois de dias de combates ferozes não houve avanços. Os contra-ataques republicanos ao longo do terreno capturado também falhou, principalmente devido a pobre coordenação entre a infantaria e os blindados, resultando em pesadas baixas para ambos os lados.